# Échez
De Échez is een rivier in Frankrijk die stroomt door het departement Hautes-Pyrénées in de regio Occitanie. De bron van de rivier is in de Pyreneeën bij Germs-sur-l'Oussouet. De rivier mondt bij Maubourguet uit in de linker oever van de Adour.
De rivier is 64 km lang en heeft een gemiddeld debiet van 3 m³/s.

## Departement en gemeenten
- Hautes-Pyrénées: Cheust, Arrodets-ez-Angles, Sère-Lanso, Les Angles, Arcizac-ez-Angles, Escoubès-Pouts, Orincles, Barry, Bénac, Hibarette, Louey, Juillan, Ibos, Tarbes, Bordères-sur-l'Échez, Oursbelille, Lagarde, Gayan, Siarrouy, Talazac, Pujo, Saint-Lézer, Vic-en-Bigorre, Nouilhan, Larreule, Maubourguet

## Zijstromen
Een overzicht van zijstromen van de Échez. De letters R en L geven aan dat het een rechter- dan wel linkerzijstroom is. 
- (L) Geune - 10,6 km
- (L) Géline - 7,2 km
- (R) Aube - 9,1 km
- (R) Gespe - 9,1 km
- (L) Souy - 25,8 km
- (L) Lis - 29,6 km